# Hossenhaus
Hossenhaus ist ein aus einer Hofschaft hervorgegangener Wohnplatz in der Bergischen Großstadt Solingen.

## Lage und Beschreibung
Hossenhaus befindet sich im Nordwesten des Stadtbezirks Burg/Höhscheid nahe der Grenze zum Stadtbezirk Solingen-Mitte. Der Ort liegt entlang der nach ihm benannten und als Kreisstraße 3 klassifizierten Hossenhauser Straße. Diese verbindet die Solinger Stadtmitte mit den drei Katternberger Hofschaften über einen Höhenrücken zwischen dem Nacker Bachtal im Norden und dem Pilghauser Bachtal im Süden. Bei Hossenhaus endet, von Solingen-Mitte kommend, die geschlossene Bebauung der Hossenhauser Straße. Landwirtschaftliche Flächen sowie Waldflächen umgeben den Ort, der aufgrund der teilweisen baulichen Verdichtung seit der Nachkriegszeit nicht mehr als eigenständiger Wohnplatz erkennbar ist.
Benachbarte Orte sind bzw. waren (von Nord nach West): Geilenberg, Kotter Hammer, Kottermühle, Stübchen, Mittel- und Untenpilghausen, Siepen, Pilghauser Kotten, Michelshäuschen, Obenkatternberg und Nacken.

## Etymologie
Der Ortsname ist auf den Familiennamen Hosse zurückzuführen.

## Geschichte
Der Ort ist in der Karte Topographia Ducatus Montani, Blatt Amt Solingen, von Erich Philipp Ploennies aus dem Jahr 1715 noch nicht verzeichnet. Er wurde in den Ortsregistern der Honschaft Katternberg innerhalb des Amtes Solingen geführt. Die Topographische Aufnahme der Rheinlande von 1824 verzeichnet den Ort als Hosſenhaus, die Preußische Uraufnahme von 1844 verzeichnet ihn als Hoſsenhaus. In der Topographischen Karte des Regierungsbezirks Düsseldorf von 1871 ist der Ort als Hossenhaus verzeichnet.
Nach Gründung der Mairien und späteren Bürgermeistereien Anfang des 19. Jahrhunderts gehörte der Ort zur Bürgermeisterei Höhscheid, die 1856 zur Stadt erhoben wurde und lag dort in der Flur II. Pilghausen.
Mit der Städtevereinigung zu Groß-Solingen im Jahre 1929 wurde Hossenhaus ein Ortsteil Solingens.

## Nahverkehr
Am Hossenhaus verkehrt die Dieselbuslinie 696 der Stadtwerke Solingen, die Katternberg mit der Solinger Innenstadt verbindet.
| Linie | Linienverlauf                                                                   |
| ----- | ------------------------------------------------------------------------------- |
| 696   | Graf-Wilhelm-Platz – Stübchen – Hossenhaus – Obenkatternberg – Untenkatternberg |